# 양각도
양각도(羊角島)는 조선민주주의인민공화국 평양직할시 중구역에 있는 하중도의 하나이며 양각도는 작은 섬이다. 면적은 1.2km2이고 둘레 길이는 7km, 길이는 3.5km, 너비는 0.5km이다.
국영철도 평부선(경의선)의 교량이 지나고 있어 열차나 자동차가 이 섬을 통과해 대동강의 대안으로 건널 수 있게 되어 있다. 하지만 철도역은 설치되어 있지 않다. 섬 안에는 양각교, 양각도국제호텔, 양각도축구경기장이 있다.
대동강의 중심의 남동쪽으로 약 2km미터 떨어진 곳에 위치하고, 조선민주주의인민공화국의 수도인 평양이다. 양각교에 의해 평양 북부와 남단에 연결되어 있으며, 이 양각교는 섬을 가로 지르며 북동부와 남서부로 구분된다.
북동쪽 끝에 170m 높이의 양각도국제호텔이 있으며, 북한에서 두 번째로 높은 건물이다. 호텔의 남쪽에 인접한 곳에 원래 9,000평방미터의 9홀 골프 코스가 있었는데, 2011년 중국의 새로운 건강복합단지를 짓기위한 공간이 만들어졌다.
또한 양각섬의 북동부에는 평양 국제영화축전의 개막식과 폐막식을 주최하는 평양국제영화회관이 있다.
섬의 남서부에는 양각도축구경기장이 있으며, 1989년 개관한 다목적 경기장으로 3만명이 관람할 수 있다.

## 갤러리

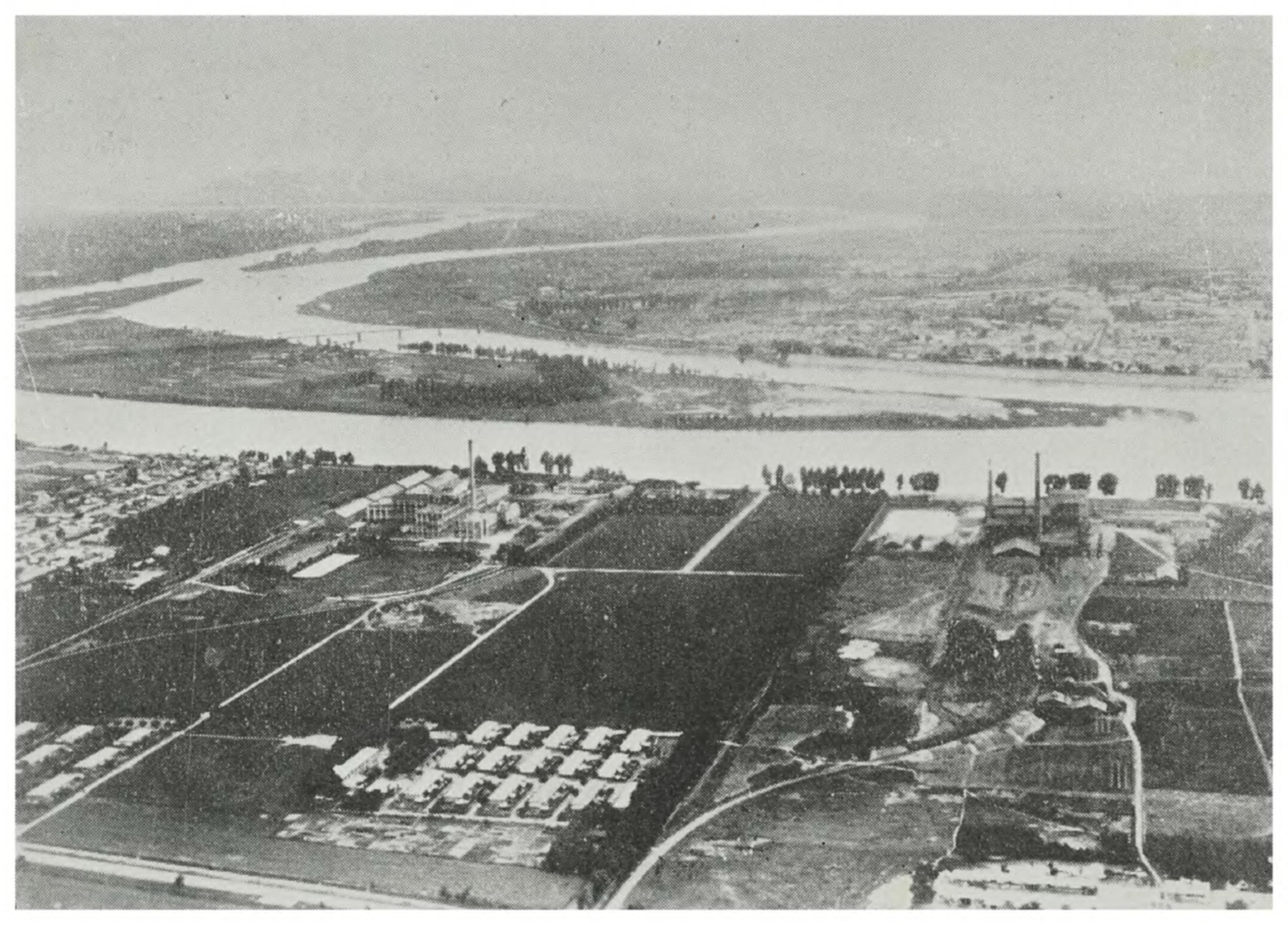
양각도와 대동강을 가로지르는 대동강 철교가 보인다. (해방 전 사진)
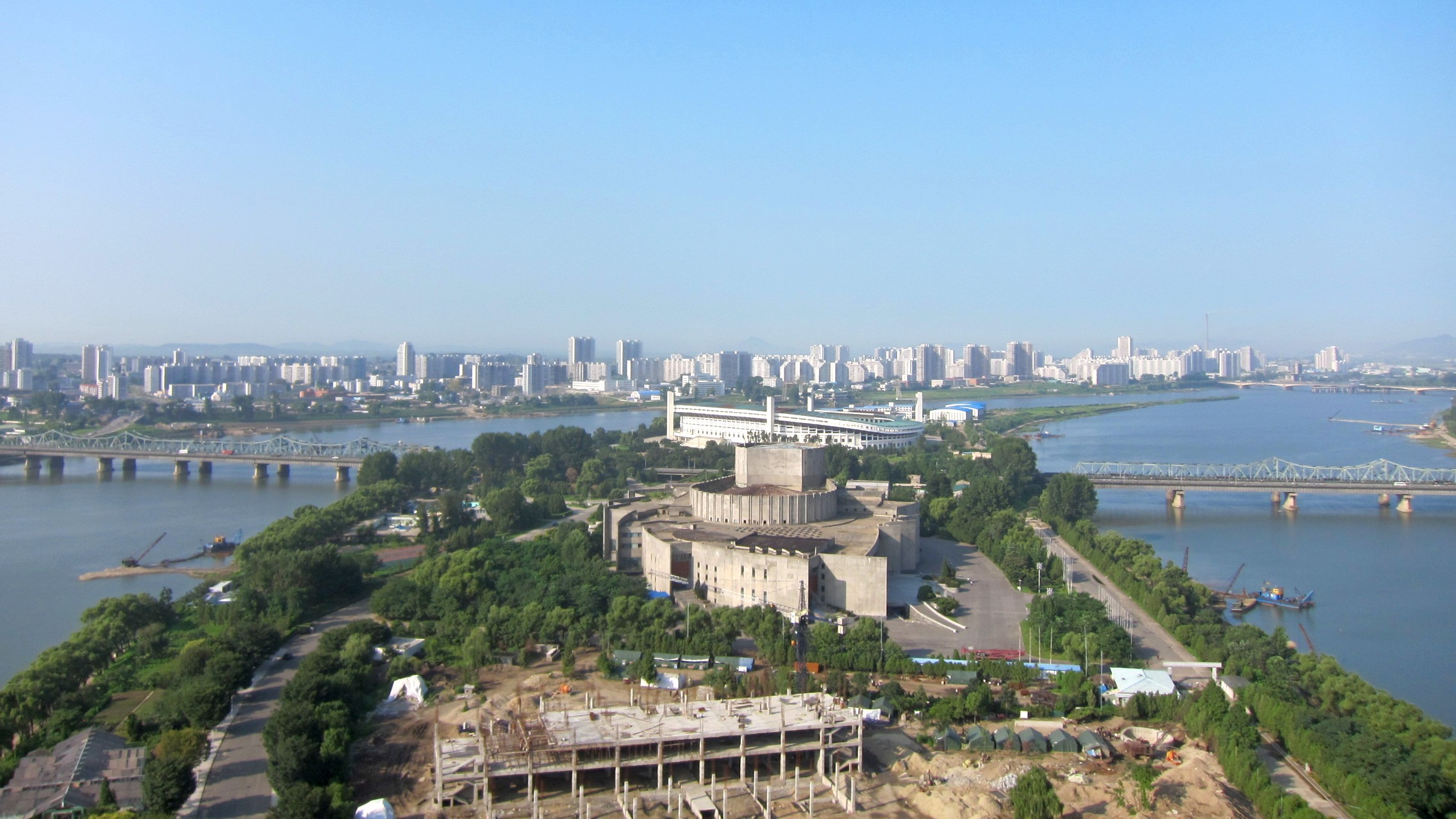
2012년 8월 양각섬; 정면에서 후면까지: 새로운 건강 단지 건설 현장, 국제 영화관, 양각교, 양각도 경기장
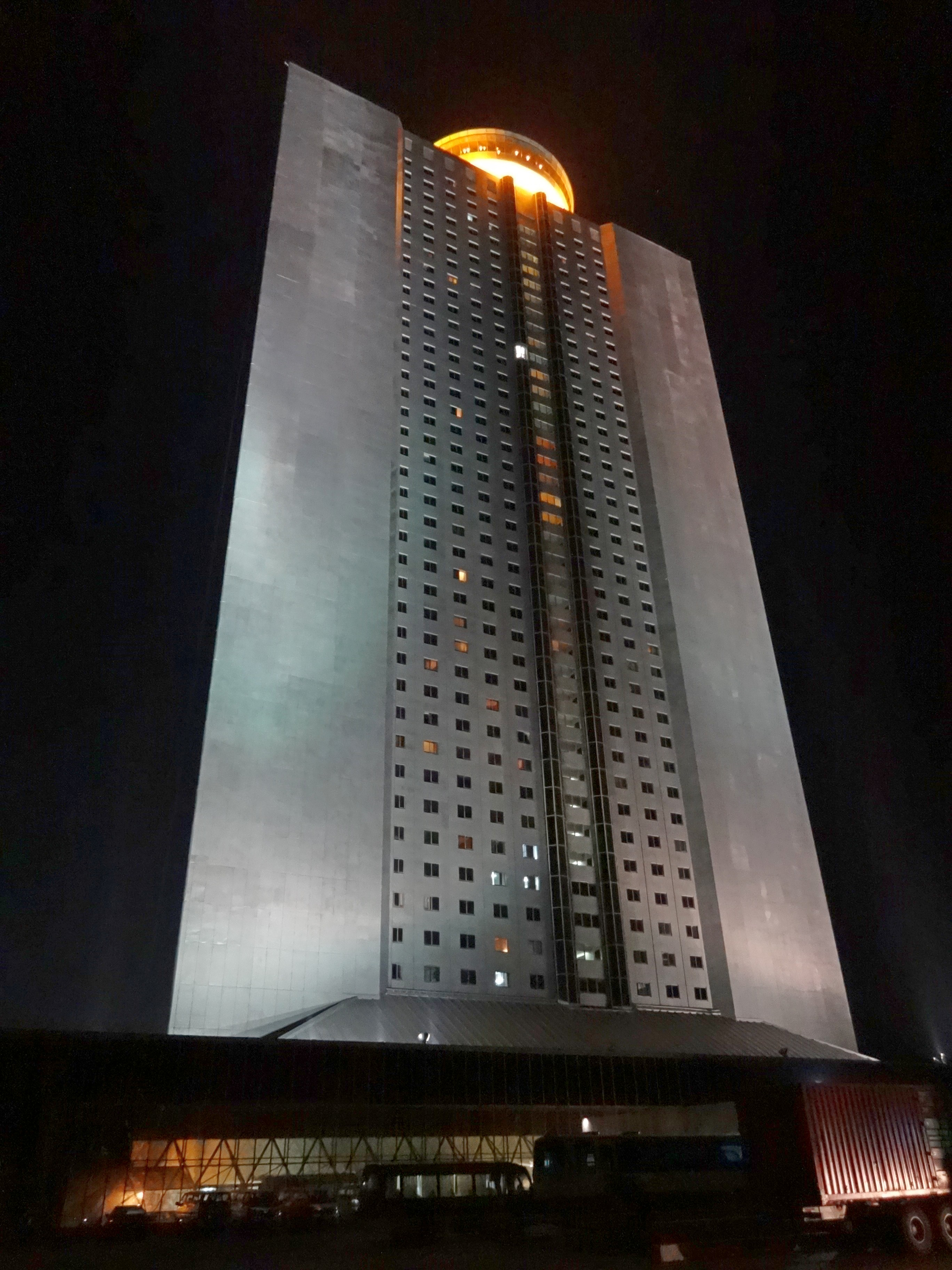
양각도국제호텔 앞 정면
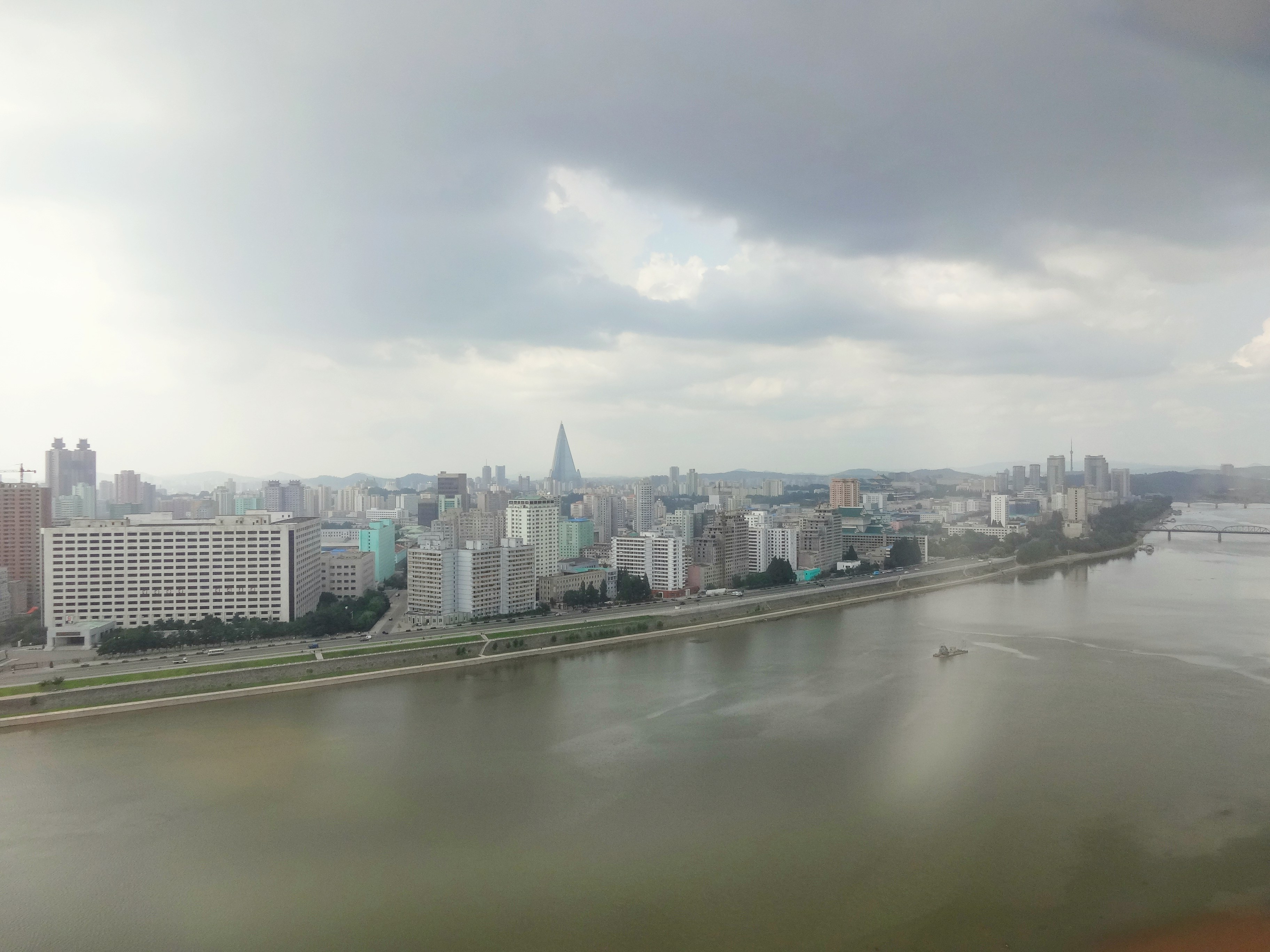
북쪽 방향을 바라 보면서 호텔에서 본 평양
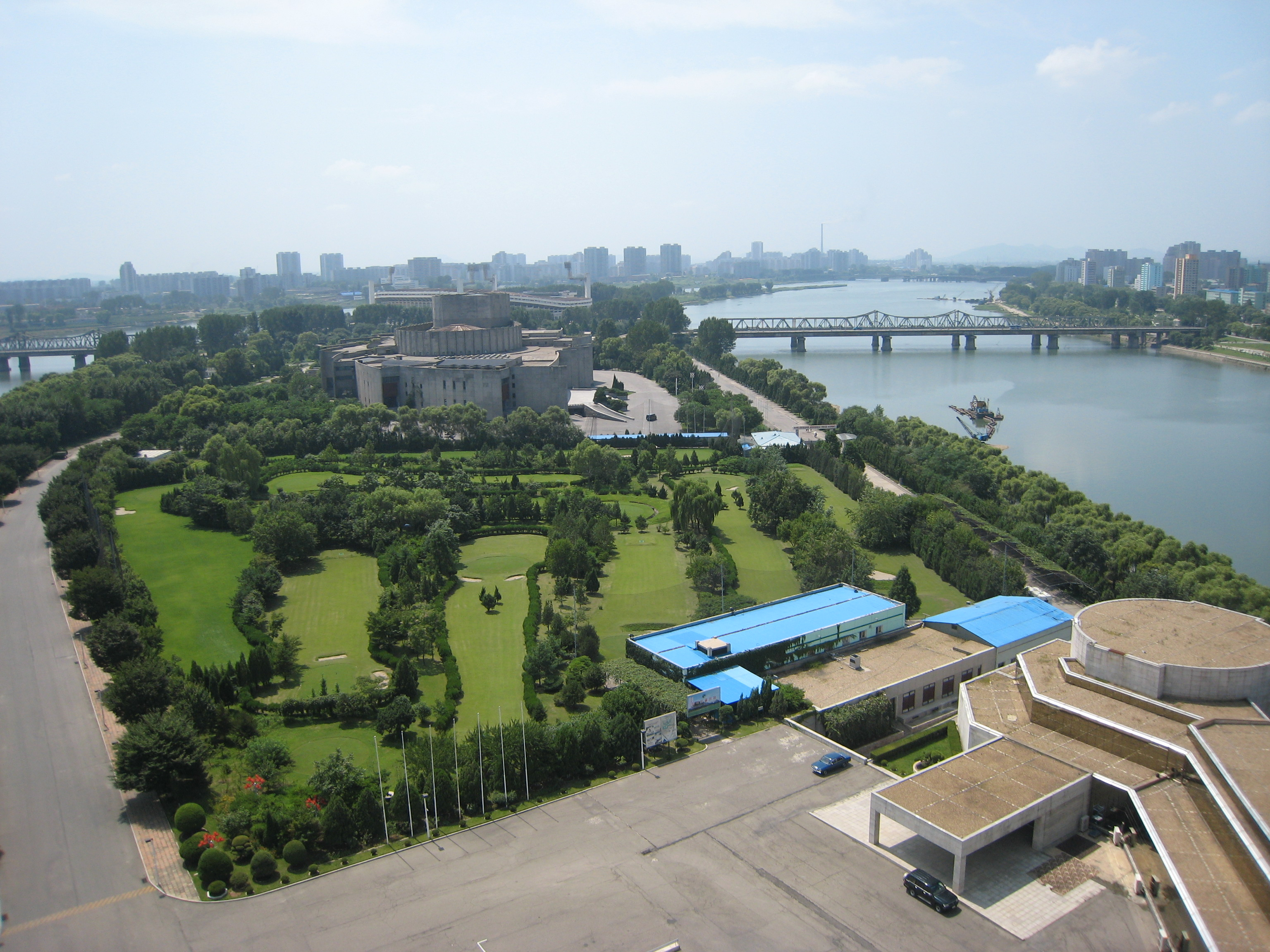
2010년 8월에 골프 코스가 아직도 사용 중이다.